# Jozef Lieckens
Jozef Lieckens (Nijlen, 26 de març de 1959) és un ciclista belga, ja retirat, que fou professional entre 1981 i 1991. Els seus majors èxits esportius els aconseguí a la Volta a Espanya, on guanyà dues etapes i la classificació de les metes volants en l'edició de 1984. L'any següent guanyà la classificació dels esprints intermedis al Tour de França.

## Palmarès
- 1981
  - 1r a la París-Troyes
  - 1r a la Ronde van de Kempen i vencedor de 3 etapes
  - 1r al Circuit Franco-belga i vencedor d'una etapa
  - 1r al Gran Premi de Fourmies
  - 1r a la Gant-Ieper
- 1982
  - Vencedor d'una etapa del Tour del Mediterrani
- 1984
  - Vencedor de 2 etapes de la Volta a Espanya
- 1985
  - 1r al Tour de l'Oise i vencedor d'una etapa
  - 1r al Gran Premi Jef Scherens
  - Vencedor d'una etapa de la Volta a Bèlgica
- 1986
  - 1r al Circuit de les Ardenes flamenques - Ichtegem
  - 1r al Gran Premi de Fourmies
  - 1r al Gran Premi Jef Scherens
  - Vencedor d'una etapa de la Volta a Bèlgica
  - Vencedor d'una etapa dels Tres dies de La Panne
- 1987
  - Vencedor de 2 etapes de la Volta a Luxemburg
  - Vencedor d'una etapa dels Quatre dies de Dunkerque
- 1988
  - Vencedor d'una etapa dels Quatre dies de Dunkerque
- 1989
  - Vencedor d'una etapa de la Bicicleta Basca

### Resultats al Tour de França
- 1985. 130è de la classificació general.  1r de la Classificació dels esprints intermedis
- 1986. 129è de la classificació general
- 1987. 132è de la classificació general

### Resultats a la Volta a Espanya
- 1984. 73è de la classificació general. Vencedor de 2 etapes.  1r de la classificació de les metes volants

### Resultats al Giro d'Itàlia
- 1989. Abandona